# Andrewsianthus
Andrewsianthus là một chi rêu tản thuộc họ Scapaniaceae.

## Danh sách các loài
Chi này có các loài sau (tuy nhiên danh sách này có thể chưa đủ):
- Andrewsianthus aberrans
- Andrewsianthus bilobus
- Andrewsianthus ferrugineus, Grolle
- Andrewsianthus hodgsoniae
- Andrewsianthus jamesonii
- Andrewsianthus kilimanjaricus
- Andrewsianthus perigonialis
- Andrewsianthus scabrellus
- Andrewsianthus sphenoloboides
- Andrewsianthus squarrosus